# Провжалы
Провжа́лы — деревня в Ивенецком сельсовете Воложинского района Минской области Белоруссии.

## Географическое положение
Деревня находится в окружении лесистых оврагов и холмов, в 15 километрах от крупного лесного массива — Налибокской пущи.

## История
До 1939 года находилась в составе Польши. После воссоединения Восточной и Западной Беларуси находилась в составе Ивенецкого района Барановичской области БССР.
Во время немецкой оккупации особенности ландшафта близ деревни активно использовались различными партизанскими отрядами. По рассказам старожилов, в годы Второй мировой войны деревня была крупной продуктовой базой и базой отдыха для польских, еврейских и советских партизанских отрядов на пути к районному центру Ивенец, где тогда находилась немецкая военная комендатура. В деревне проживали и сторонники Армии Крайовой.
С этим связаны трагические эпизоды истории деревни Провжалы. Просоветские партизанские отряды периодически делали набеги на Ивенецкую немецкую военную комендатуру, после чего немцы осуществляли карательные акции. Постепенно вокруг Ивенца создавалась зона безопасности. Были сожжены Налибоки, Гилики и некоторые другие деревни. Дошла очередь и до Провжал, но здесь немцы сожгли лишь двухэтажную деревянную школу — с целью профилактики: размеры школьного здания позволяли в нём заночевать довольно крупному партизанскому подразделению.
Через несколько дней деревню оцепили партизаны. Их принадлежность до сих пор официально не установлена. Известно только, что на поле рядом с сожженной школой были расстреляны более 15 человек, предположительно бойцов Армии Крайовой. Информации в официальных советских источниках об этом происшествии нет.
После войны около половины жителей деревни уехало в Польшу.